# Gordexola
Gordexola är en kommun i Spanien. Den ligger i Biscayaprovinsen i den autonoma regionen Baskien i norra delen av landet, 300 km norr om huvudstaden Madrid. Antalet invånare är 1 711 (2024). Arean är 41,30 kvadratkilometer. Gordexola gränsar till Villasana de Mena, Okondo, Zalla, Aiara / Ayala, Artziniega och Güeñes.